# Ray casting
Ray casting – technika renderowania scen 3D, która jest bardzo uproszczoną wersją metody śledzenia promieni (ang. ray tracing). Z tego względu pozwala na znacznie szybsze tworzenie obrazów trójwymiarowych, ale daje dużo gorsze rezultaty wizualne.
Algorytm renderowania metodą ray castingu:
1. Wyprowadzenie promienia z kamery w kierunku rzutni (która najczęściej jest równoważna ekranowi).
2. Znalezienie pierwszego punktu przecięcia z obiektem ze sceny.
3. Ustalenie jasności punktu na podstawie wektora normalnego płaszczyzny, do której ten punkt należy, pierwotnego koloru punktu oraz odcinka: (kamera, punkt). Dokładniej, punkt jest tym bardziej jasny, im kąt między wektorem normalnym a odcinkiem (kamera, punkt) jest mniejszy.

Efekt zastosowania metody ray castingu

Nie jest to podejście zgodne z rzeczywistością, gdyż nie uwzględnia się w nim prawa odbicia („kąt padania = kąt odbicia”). Po prostu punkt jest tym jaśniejszy, im odcinek (kamera, punkt) leży „bliżej” prostej odbicia, gdzie „bliżej” oznacza mniejszy kąt i mniejszą odległość od tej prostej. W odróżnieniu od ray tracingu nie uwzględnia się tu promienia (źródło światła, punkt), a więc nie powstają cienie rzucane przez inne obiekty.
Pierwszą grą komputerową, w której wykorzystano technikę ray castingu, jest protoplasta strzelanek 3D, czyli Hovertank 3D.